# Шак
Шак (на гръцки: Κομνηνάδες, Комнинадес, до 1927 година Σιάκι, Сяки, на албански: Shagu) е село в Егейска Македония, Гърция, част от дем Нестрам в административната област Западна Македония.

## География
Селото е разположено на 25 километра западно от град Костур, в подножието на граничната между Гърция и Албания планина Алевица. На север Шак граничи с Брачани, на юг с Ревани (Дипотамия), на изток с Долно Папратско и Горно Папратско, на запад с Пончара. До 1923 година махалите на селото са: Ватан (Vatan/i), Горна махала (Mëhalla e Lartme), Долна махала (Mëhalla Poshtme) и Коч махала (Mëhalla Koçillerë).

## История

### В Османската империя
Етимологията на името е от албанското Shën Jak, тоест Свети Яков, което постепенно се слива на Шак.
В селото е запазена къща от 1880 година.
В края на XIX век Шак е албанско мюсюлманско село. Според статистиката на Васил Кънчов („Македония. Етнография и статистика“) в 1900 Шак има 550 жители арнаути мохамедани.
На Етнографската карта на Битолския вилает на Картографския институт в София от 1901 година Шак е чисто турско село в Костурската каза на Корчанския санджак с 80 къщи. Същевременно Шак е посочено като чисто албанско мюсюлманско село в Корчанската каза на Корчанския санджак с 20 къщи.
Изедникът Зулфо от Шак е убит от ВМОРО в Косинец в 1902 г.
Селото праща башибозук, който опожарява и разграбва съседните български села по времето на Илинденското въстание.
Гръцка статистика от 1905 година представя селото като турско с 600 жители.
Според Георги Константинов Бистрицки Шак преди Балканската война има 100 албаномохамедански къщи.
На етническата карта на Костурското братство в София от 1940 година, към 1912 година Шакъ е обозначено като албанско селище.
Георги Христов обозначава на картата си селото като Щак.
До 1923 година фамилиите в селото са Бекиранови (Beqiranj), Чекови (Cekaj), Доколови (Dokollarë), Ходжови (Hoxhanj), Яеви (Jajai), Караманови (Karamanë), Лупачеви (Llupaçe), Маледеви (Maledhi), Менгерови (Mangerrë), Манлиневи (Manllinj), Муладилетови (Mulladilet), Накови (Nako/t), Кюланеви (Qylanet), Шейлеви (Shejlerë), Топалеви (Topalli), Джаджолинови (Xhaxhollinjtë), Джурови (Xhurre), Джуралинови (Xhurrallinj).

### В Гърция
През Балканската война селото е окупирано от гръцки части и след Междусъюзническата война в 1913 година влиза в Гърция. През 1924 година мюсюлманското население на Шак се изселва и на негово място са заселени гърци бежанци от Турция, които в 1928 година са 244 или според други данни 67 семейства и 266 души.
В 1926 година селото е прекръстено на Комнинадес.
В 1932 година на мястото на джамията е построена църквата „Рождество Богородично“.
По време на Гръцката гражданска война жителите на селото бягат в по-сигурни села. 27 деца са изведени извън страната от комунистическите власти като деца бежанци. След нормализирането на обстановката в страната част от жителите на Шак се заселват в околните напуснати български села.
От 1997 година селото е част от дем Акритес (Δήμος Ακριτών), който от 1 януари 2011 година по закона Каликратис е слят с дем Нестрам.
| Албански топоними от Шак преди изселването в 1923 година | Албански топоними от Шак преди изселването в 1923 година | Албански топоними от Шак преди изселването в 1923 година                  |
| Име                                                      | Име                                                      | Обяснение                                                                 |
| -------------------------------------------------------- | -------------------------------------------------------- | ------------------------------------------------------------------------- |
| Baçeludhe/ja                                             |                                                          | ниви на Ю                                                                 |
| Borovë                                                   | Борово                                                   | ниви на И                                                                 |
| Bubullimë/a                                              |                                                          | планински връх на З                                                       |
| Çairi i Kovaçe                                           |                                                          | пасище на С                                                               |
| Sallatat                                                 |                                                          | ниви на Ю                                                                 |
| Çiflig/u                                                 |                                                          | ниви в полето на З                                                        |
| Derven/i                                                 | Дервент                                                  | ниви на И                                                                 |
| Dubkat                                                   |                                                          | ниви в планината на И                                                     |
| Dushqet                                                  |                                                          | местност с дъбове, лешници и кестени на З                                 |
| Fushë/a                                                  | Поле                                                     | ниви на ЮЗ                                                                |
| Fusha e Shagut                                           | Шакско поле                                              | поле на Ю                                                                 |
| Garagaçe/a                                               |                                                          | ниви на ЮЗ                                                                |
| Guri i Grihërave                                         |                                                          | големи камъни в планината                                                 |
| Guri i Mushkës                                           |                                                          | скала на С, на която муле оставило следи от подковите си                  |
| Gur i Prerë                                              |                                                          | скала на И                                                                |
| Grykat                                                   |                                                          | ниви в дере в полето на И                                                 |
| Hija e Zezë                                              |                                                          | планинска гора от дъбове, лешници на И                                    |
| Humbat                                                   |                                                          | ниви на С                                                                 |
| Jazi i Mullirit                                          |                                                          | мелница близо до центъра                                                  |
| Karagaç/i                                                |                                                          | поле на С                                                                 |
| Klishë/a                                                 | Църква                                                   | развалини на църква на З                                                  |
| Koblice                                                  | Коблица                                                  | ниви в полето на З                                                        |
| Kodra e Hasan Lalës                                      |                                                          | хълм на С                                                                 |
| Kodra e Shqipjes                                         |                                                          | хълм на С                                                                 |
| Kodrat e Ponçarës                                        | Пончарски хълмове                                        | хълмисто поле на З                                                        |
| Kopaçt                                                   | Копачи                                                   | ниви на З                                                                 |
| Koria e Koçillare                                        |                                                          | гора на И                                                                 |
| Koria e Madhe                                            | Голема кория                                             | горички и хълмове на Ю                                                    |
| Koria e Mallinje                                         |                                                          | горичка на И                                                              |
| Koria e Mintanit (Mitanit)                               |                                                          | горичка на И                                                              |
| Korroshytkat                                             | Корошитка                                                | ниви, гора и хълмове на И                                                 |
| Kostakicë/a                                              | Костакица                                                | ниви и пасище на И                                                        |
| Krenopole                                                | Кленополе                                                | ниви на Ю                                                                 |
| Kroi i Pift (Piut)                                       |                                                          | чешма на И                                                                |
| Kroi i Shabanicës                                        | Чешма на Шабаница                                        | чешма със студена вода на И                                               |
| Kroi i Yzbashit                                          | Чешма на Ябаш                                            | чешма на С                                                                |
| Kroi i Xha Muharremit                                    | Чешма на Джа Мухарем                                     | чешма на С                                                                |
| Kroi i Xhovecit                                          | Чешма на Джовец                                          | чешма на И                                                                |
| Kroi i Xhurrave                                          | Чешма на Джурови                                         | чешма близо до центъра                                                    |
| Lëm i Mërizit                                            |                                                          | поле с хан на И                                                           |
| Lëmënjtë                                                 |                                                          | гумно в центъра                                                           |
| Lëndina e Mullirit                                       |                                                          | морава на Ю                                                               |
| Lëndina e Vreshtave                                      | Врещава                                                  | морава на И                                                               |
| Lisi                                                     |                                                          | ниви с вековен дъб на З                                                   |
| Luadh i Madh                                             |                                                          | пасище на С                                                               |
| Luadh i Ndrios                                           |                                                          | пасище на С                                                               |
| Lum i Shagut                                             | Шакска река                                              | река, която минава през селото                                            |
| Mal i Shagut                                             | Шакска планина                                           | планина над селото на Ю                                                   |
| Mburim i Ftohtë                                          |                                                          | извор със студена вода на Ю                                               |
| Mburim i Koblicës                                        | Коблица                                                  | извор на Ю                                                                |
| Mburim i Kories Mitanit                                  |                                                          | извор на И                                                                |
| Mburim i Luadhit Ndrios                                  |                                                          | извор на С                                                                |
| Mëriz i Zi                                               | Черен хан                                                | хан на С                                                                  |
| Mitromer/i                                               | Митромер                                                 | дъбова гора на СИ                                                         |
| Mulliri Llupaçit                                         |                                                          | мелница на З                                                              |
| Mulliri i Math                                           |                                                          | мелница на Ю                                                              |
| Mulliri i Mullait                                        |                                                          | мелница на Ю                                                              |
| Mytromer/i                                               | Митромер                                                 | планински склон на И                                                      |
| Orman/i                                                  | Орман                                                    | поле на СЗ                                                                |
| Padinia                                                  | Падина                                                   | хълмиста местност на З                                                    |
| Pançovicë/a                                              | Панчовица                                                | пасище на С                                                               |
| Pandalicë/a                                              | Пандалица                                                | ниви на И                                                                 |
| Përroi i Çifligut                                        | Чифлишки порой                                           | порой на Ю                                                                |
| Përroi i Fellë                                           |                                                          | дълбок порой в полето на И                                                |
| Plepat e Pepift (Pepiut)                                 |                                                          | големи тополи на Ю                                                        |
| Pyll i Tellogut                                          |                                                          | дъбова и лескова гора на С                                                |
| Qaf’ e Plepit                                            |                                                          | пролом, който отделя село Тръстика                                        |
| Selishtë/a                                               |                                                          | ниви на З                                                                 |
| Sten’ e Bufit                                            |                                                          | голяма пещера в скала на С                                                |
| Shabanicë/a                                              | Шабаница                                                 | ниви на И                                                                 |
| Sharvoleskë/a                                            | Шарволеска                                               | ниви на З                                                                 |
| Topollovë/a                                              | Тополова                                                 | дъбови гори на И                                                          |
| Vakëf/i                                                  | Вакъф                                                    | хълм на И с гора от дъбове, ели и лешници, собственост на селската джамия |
| Varre të Mëdha                                           |                                                          | селското гробище на И                                                     |
| Xhamia Buzë lumit                                        | Крайречна джамия                                         | развалини на джамия                                                       |
| Xhamia e Fshatit                                         | Селска джамия                                            | джамия близо до центъра                                                   |

| Име          | Име           | Ново име | Ново име | Описание           |
| ------------ | ------------- | -------- | -------- | ------------------ |
| Ликтомал     | Λικταμὰλ      | Плая     | Πλαγιὰ   | местност ЮИ от Шак |
| Мухтар орман | Μουχτὰρ Ὀρμάν | Дасаки   | Δασάκι   |                    |

| Година    | 1913 | 1920 | 1928 | 1940 | 1951 | 1961 | 1971 | 1981 | 1991 | 2001 | 2011 | 2021 |
| --------- | ---- | ---- | ---- | ---- | ---- | ---- | ---- | ---- | ---- | ---- | ---- | ---- |
| Население | 632  | 690  | 254  | 423  | 246  | 275  | 146  | 193  | 151  | 158  | 78   | 74   |